# Dār al-kutub
La Dār al-kutub (in arabo دار الكتب‎?, "casa dei libri"), chiamata anche al-Kutubkhāna al-khudaywiyya ("Biblioteca chediviale", nell'arabizzazione dell'espressione turca), è la più antica biblioteca moderna dell'Egitto. Edificata al Cairo - che con Beirut costituiva il più avanzato centro culturale del mondo arabo, essa ospita le collezioni della Biblioteca Nazionale e degli Archivi Nazionali. È un'istituzione governativa pubblica di carattere culturale senza fini di lucro, che offre servizi ai cittadini egiziani e del resto del mondo arabo e agli studiosi arabisti. È nota per possedere la più ampia collezione di pergamene dell'Egitto.

## Storia
L'idea di creare una biblioteca nazionale in Egitto si manifestò a metà del XIX secolo e il merito fa ascritto al grande intellettuale Rifāʿa al-Taḥtawī (1801-1872), che riuscì a sottoporre all'attenzione del Chedivè Ismāʿīl Pascià il suo progetto. Il sovrano egiziano pubblicò il relativo decreto per la creazione della Kutub Khāna al-Khudaywiyya. Rifāʿa al-Taḥtawī ne cominciò l'effettiva realizzazione sotto la sorveglianza di ʿAlī Pascià Mubārak (1823-1893), ministro dell'Istruzione e una delle personalità più colte del suo tempo. Un gran numero di rari manoscritti, libri arabi e orientali, preziose copie miniate e illuminate del Corano, una ricchissima collezione di papiri egizi risalenti al VII secolo a.C. e altro materiale e carte furono così prelevate da diverse altre biblioteche e moschee esistenti, per costituire il primo fondo collezionistico. L'inaugurazione pubblica della Dār al-kutub ebbe luogo il 24 settembre del 1870.
L'attività della Kutub khāna al-khudaywiyya poté fisicamente essere avviata in un primo momento al primo piano del grande palazzo di Mustafa Fadil (fratello del Chedivè Ismāʿīl) a Darb al-Jamāmīz, al Cairo.

Il 30 aprile 1889, un decreto promulgato dal Chedivè Tawfīq Pascià definì lo status particolare della biblioteca, cui fu assegnato un fondo di bilancio di grande importanza.
Con l'aumento delle collezioni ospitate e l'incremento del numero di visitatori, fu costruito un nuovo edificio tra il 1899 e il 1904 a Bāb al-Khalq.
Quando Ḥusayn Kāmil assunse il potere tra il 1914 e il 1917, la biblioteca cambiò nome in Dār al-kutub al-sulṭāniyya ("Biblioteca sultanale"). Nel 1922, il re Fuʾād I rinominò la biblioteca Dār al-kutub al-miṣriyya ("Biblioteca Egiziana"), nome che essa conservò fino alla Rivoluzione repubblicana del 23 luglio 1952.
Il numero di libri e di manoscritti conservati nella Dār al-kutub crebbe enormemente nel giro del mezzo secolo successivo, tanto da rendere necessario costruire un nuovo edificio. Esso fu eretto nel quartiere Būlaq - particolarmente appropriato per il fatto di ospitare pressoché tutte le migliori tipografie cairote - sulla corniche del Nilo. La sua costruzione cominciò il 23 luglio 1961 e si protrasse per circa dieci anni, tanto che è stato possibile solo dal 1971 trasferirvi parte delle dotazioni librarie e dei manoscritti.
L'insieme dei manoscritti conservati nella Dār al-kutub è considerato un tesoro nazionale e un patrimonio dell'umanità, racchiudendo l'essenziale della cultura arabo-islamica. Vi si trovano manoscritti del Corano, manoscritti arabi, persiani e turchi, provenienti dalle varie moschee, dalle biblioteche o dalle più svariate amministrazioni egiziane.
La biblioteca nazionale egiziana a volte svolge un lavoro da editore. Essa ha infatti edito, a puro titolo di esempio, tra il 1914 e il 1919 il capolavoro del Ṣubḥ al-a'shā fī ṣināʿat al-inshāʾ di al-Qalqashandī, in 14 volumi.
Nel 2003, il ministero egiziano della Cultura ha elaborato un piano generale per la protezione degli archivi e dei documenti conservati nella Dār al-kutub. Non sarà autorizzato, da quella data in poi alcun prestito per qualsivoglia motivo. Il ministro della Cultura, Fārūq Ḥosnī, ha annunciato la costituzione di un comitato allargato per redigere l'inventario preciso di tutte le collezioni della Dār al-kutub, cui seguirà la messa in sicurezza e la sorveglianza dei locali (corridoi, sale e depositi), oltre la modernizzazione del sistema di catalogazione informatica, del sistema di codificazione e della salvaguardia dei centodiecimila manoscritti. Inoltre il materiale sarà dotato di etichettatura elettronica. Il presidente della Dār al-kutub, Ṣalāḥ Faḍl, ha per canto suo annunciato un finanziamento di 1,6 milioni di LE per la modernizzazione del laboratorio di restauro.
Il progetto Tesori della Dār al-kutub ha consentito la riproduzione su CD-ROM di una selezione di preziosi manoscritti della Biblioteca nazionale del Cairo (Dār al-kutub), che offre una vista guidata attraverso gli splendori della cultura araba e il suo grande contributo al progresso della conoscenza nei più diversi campi scientifici.
Altre biblioteche nazionali di paesi arabi hanno ripreso il medesimo nome dell'istituzione egiziana: Dār al-kutub al-ʿilmiyya  (Beirut, Libano), Dār al-kutub al-waṭaniyya  (Tunisi, Tunisia), Dār al-kutub wa al-wathāʾiq  (Baghdad, Iraq).